# Харди, Робин
Робин Сент-Клэр Ремингтон Харди (англ. Robin St. Clair Rimington Hardy; 2 октября 1929, Суррей, Англия, Великобритания — 1 июля 2016) — английский режиссёр и сценарист, писатель, композитор. Его дебютом был фильм «Плетёный человек», а последней режиссёрской работой фильм «Плетёное дерево», основанный на его книге «Cowboys for Christ». Проживал в Лондоне. Знаменит своими историческими повестями и романами, которые рассказывали об отношениях между язычеством и христианством.

## Биография
Родился 2 октября 1929 года в Суррее. Начал режиссёрскую карьеру в Канаде и в США, где участвовал в создании драматических телесериалов для таких компаний как «Esso World Theatre». В шестидесятых возвращается в Лондон и снимает рекламные ролики для компании «Hardy Shaffer Ferguson Avery», которую сформировал вместе со сценаристом Энтони Шаффером.
В результате этого партнёрства, они приняли участие в создании и продюсировании фильма ужасов «Плетёный человек». Сейчас этот фильм считается классикой фильмов ужасов.
В 1986 году снял драматический фильм о серийном убийце «The Fantasist», к которому сам написал сценарий. В 1989 году спродюсировал и написал сценарий к фильму «Запретное солнце».
В 2011 году снял фильм «Плетёное дерево», который был основан на книге режиссёра «Cowboys for Christ».
Планировал снять романтическую чёрную комедию «The Wrath of the Gods» в 2015 году, основанную на финальной опере Рихарда Вагнера из цикла «Кольцо нибелунга». Р. Харди написал несколько исторических повестей и участвовал в создании исторического парка в США.
Его сын Джастин (род. 1964) также выбрал карьеру режиссёра.

## Фильмография
| Год  |   | Русское название | Оригинальное название | Роль                                 |
| ---- | - | ---------------- | --------------------- | ------------------------------------ |
| 1973 | ф | Плетёный человек | The Wicker Man        | режиссёр, актёр (в титрах не указан) |
| 1986 | ф | The Fantasist    | The Fantasist         | режиссёр, сценарист                  |
| 1989 | ф | Запретное солнце | Forbidden Sun         | сценарист                            |
| 2011 | ф | Плетёное дерево  | The Wicker Tree       | режиссёр, сценарист, композитор      |